# Инвер-Гров-Хайтс
И́нвер-Гро́в-Ха́йтс (англ. Inver Grove Heights) — город в округе Дакота, штат Миннесота, США. На площади 78 км² (74,2 км² — суша, 3,8 км² — вода), согласно переписи 2002 года, проживают 29 751 человек. Плотность населения составляет 401,1 чел./км².
- Телефонный код города — 651
- Почтовый индекс — 55076, 55077
- FIPS-код города — 27-31076[1]
- GNIS-идентификатор — 0645437[2]